# Айкашен
Айкашен (арм. Հայկաշեն) — село в Армавирской области Армении.

## География
Село расположено в юго-восточной части марза, при железнодорожной линии Айрум — Ереван, на расстоянии 40 километров к юго-востоку от города Армавир, административного центра области. Абсолютная высота — 830 метров над уровнем моря.
Климат
Климат характеризуется как семиаридный (BSk в классификации климатов Кёппена). Среднегодовая температура воздуха составляет 12,5 °C. Средняя температура самого холодного месяца (января) составляет −2,7 °С, самого жаркого месяца (июля) — 25,9 °С. Расчётная многолетняя норма атмосферных осадков — 285 мм. Наибольшее количество осадков выпадает в мае (48 мм).

## Население
По данным «Сборника сведений о Кавказе» за 1880 год в селе Каргабазар Эчмиадзинского уезда по сведениям 1873 года было 81 азербайджанских и 3 курдских двора, проживало 574 азербайджанца (указаны как «татары»), которые были шиитами, и 44 курда, которые были суннитами. Также в селе была расположена мечеть.
По данным Кавказского календаря на 1912 год, в селе Каргабазар Эчмиадзинского уезда проживало 548 человек, в основном азербайджанцев, указанных как «татары».
| Год переписи | Население          | Население          | Население          | Население            | Население            | Население            |
| Год переписи | Наличное население | Наличное население | Наличное население | Постоянное население | Постоянное население | Постоянное население |
| Год переписи | Всего              | Мужчины            | Женщины            | Всего                | Мужчины              | Женщины              |
| ------------ | ------------------ | ------------------ | ------------------ | -------------------- | -------------------- | -------------------- |
| 2001         | 1148               | 548                | 600                | 1197                 | 576                  | 621                  |
| 2011         | 1065               | 551                | 514                | 1115                 | 568                  | 547                  |

| Год  | Численность | Численность |
| ---- | ----------- | ----------- |
| 1873 | 618         | [ 11 ]      |
| 1887 | 569         | [ 11 ]      |
| 1926 | 190         | [ 11 ]      |
| 1939 | 266         | [ 11 ]      |
| 1959 | 600         | [ 11 ]      |
| 1979 | 925         | [ 11 ]      |
| 1989 | 1088        | [ 12 ]      |
| 2001 | 1197        | [ 11 ]      |
| 2011 | 1115        | [ 13 ]      |